# Kulcsár Sándor (újságíró)
Kulcsár Sándor, írói álneve Kulcsár Kálmán és (rodostói). (Arad, 1911. április 22. – ?) író, újságíró, közíró, szerkesztő. Öccse Kulcsár Mihály római katolikus lelkész és egyházi közíró.

## Életútja
Szülővárosa római katolikus főgimnáziumát végezte, Marosvásárhelyen érettségizett (1929). Mint a minorita rend tagja főiskolai tanulmányait Rómában végezte, részt vett a spoletói kórusvezetői (1932) és a római könyvtárosképző (1933) tanfolyamon.
Pedagógusi pályáját Aradon kezdte román és magyar tannyelvű iskolákban, ifjúsági kórust vezetett, s elsőként kezdeményezte Kodály-karmű bemutatását. Népművelő tevékenységet fejtett ki a külvárosokban. Bekapcsolódott a Vasárnap szerkesztésébe (1939–40) mint irodalmi lektor. A román-magyar kulturális kapcsolatok témakörében több mint száz írása jelent meg. Szerkesztette a Kis Vasárnap c. gyermekmellékletet, s az Aradi Hírlap utolsó évfolyamának főszerkesztője (1940). Kilépve az egyházi rendből újságíró Temesvárt, a Déli Hírlap művelődési rovatvezetője, a Havi Szemle társszerkesztője, a Szabad Szó rovatvezetője, majd újra tanár (1951–58). Az aradi Kölcsey Egyesület s a temesvári Arany János Társaság tagja.
Első írásait a Jóbarát közölte, római levelei az Erdélyi Lapok, novellái a Vasárnap s A Hírnök hasábjain jelentek meg, a repülőtámadások szörnyűségeit tükrözi Babák a gödörben című írása a Bánsági Magyar Írók Antológiájában. Közírói tevékenysége a Szabad Szó, Bánsági Írás, Előre, Tanügyi Újság oldalain bontakozott ki. Lefordította Borisz Sztyepanov A hazatérő című kisregényét (Temesvár, 1945). Összeállította A Hírnök irodalmi bibliográfiáját (kéziratban).